# Connor McLennan
Connor McLennan (* 5. Oktober 1999 in Peterhead) ist ein schottischer Fußballspieler, der beim FC Livingston unter Vertrag steht.

## Karriere

### Verein
Connor McLennan wurde im Jahr 1999 in Peterhead ca. 30 km nördlich von Aberdeen geboren. Er begann seine Karriere in der Jugend des FC Aberdeen. Für die Profimannschaft der Dons debütierte McLennan im April 2016 im Alter von 16 Jahren gegen den FC St. Johnstone, als er in der 83. Spielminute für Niall McGinn eingewechselt wurde.
Im Dezember 2016 wurde der 17-jährige McLennan an den schottischen Drittligisten Brechin City verliehen. In seinem ersten Spiel für Brechin erzielte McLennan einen Treffer beim 2:0-Sieg über den FC Stranraer. Nach zweijähriger Leihe kehrte er im Jahr 2018 zurück nach Aberdeen.
Im Juni 2025 wechselte McLennan zum Erstligaaufsteiger FC Livingston.

### Nationalmannschaft
Connor McLennan spielte im Jahr 2014 zweimal in der schottischen U-16. Gegner waren dabei jeweils Nordirland und Wales. Im Februar 2016 debütierte McLennan in der U-17 von Schottland gegen Island.